# 堺市立三国丘小学校
堺市立三国丘小学校（さかいしりつ みくにがおか しょうがっこう）は、大阪府堺市堺区にある公立小学校。

## 沿革
1944年に堺市榎国民学校から分離した堺市三国丘国民学校が前身で、現在の堺市北三国ヶ丘町1丁に開校したが、1945年に戦災消失した。
終戦後の学制改革により、1947年に堺市立三国丘小学校に改称し、現校地で再興した。1957年に堺市立三国丘小学校分校を設置したが、それを1958年に堺市立東三国丘小学校として分離し、校区の一部を変更している。

### 年表
- 1944年4月1日 - 堺市榎国民学校から分離し堺市三国丘国民学校開校。
- 1947年4月1日 - 学制改革により、堺市立三国丘小学校に改称。
- 1957年 - 堺市立三国丘小学校分校設置。
- 1958年 - 堺市立東三国丘小学校を分離

## 通学区域
- 堺市堺区 北田出井町、北三国ヶ丘町、向陵西町2丁の一部、東雲西町1丁、田出井町、中田出井町、中三国ヶ丘町、三国ヶ丘御幸通（一部）、南田出井町、南三国ヶ丘町3丁-6丁。

卒業生は堺市立三国丘中学校に進学する。

## 交通
- 南海高野線 堺東駅・阪和線 堺市駅から徒歩約10分。